# فرودگاه آرتورز تاون
فرودگاه آرتورز تاون (به انگلیسی: Arthur's Town Airport) یک فرودگاه همگانی با کد یاتا ATC است که یک باند فرود آسفالت دارد و طول باند آن ۲۱۳۸ متر است. این فرودگاه در کشور باهاما قرار دارد .